# الیسا فون در رکه
الیزابت «الیزا» شارلوت کنستانزیا فون  در رکه به آلمانی Elisabeth "Elisa" Charlotte Constanzia von der Recke (متخلص به فون مدم (von Medem)؛ ۲۰ مه ۱۷۵۴– ۱۳ آوریل ۱۸۳۳) نویسنده و شاعر آلمانی بالتیک بود.

## خانواده
الیزا فون در رکه در شونبرگ، محله اسکایستکالن، کورلند، دختر گراف (بعدها رایشگراف) یوهان فردریش فون مدم (۱۷۸۵–۱۷۲۲) و همسرش، لوئیز دوروتیا فون کورف (۱۷۵۷–۱۷۳۶) به دنیا آمد. خواهر ناتنی کوچکتر او دوروتیا فون مدم بود که برای او کارهای دیپلماتیک انجام داد. در سال ۱۷۷۱با کامهرهر گئورگ پیتر مگنوس فون در رکه (۱۷۹۵–۱۷۳۹) ازدواج کرد و با او در قلعه نوینبورگ (قلعه کنونی یاونپیلس) زندگی کرد. او در سال ۱۷۷۶از او جدا شد و در سال ۱۷۸۱طلاق گرفت. دختر آنها، فردریکا فون در رکه، در سال ۱۷۷۷درگذشت.

## زندگی
در سال ۱۷۸۷اولین کتاب او، اخبار اقامت کالیوسترو بدنام در میتائو در سال ۱۷۷۹و عملیات جادویی او، خاطرات ماه‌هایی بود که او با «کنت» الساندرو دی کاگلیوسترو شعبده‌بازی می‌آموخت و تأثیر زیادی در سراسر اروپا داشت. کاترین کبیر حتی به الیسا زمین‌هایی را در روسیه برای به رسمیت شناختن این کار اعطا کرد (که الیسا را از نظر مالی مستقل کرد). او با گوته، شیلر، ویلند، هردر و دیگر شخصیت‌های ادبی اروپایی آشنا شد و با مکاتبات پربار، روابط آنها را تقویت کرد.
از سال ۱۷۹۸ او تقریباً منحصراً در درسدن زندگی می‌کرد و از سال ۱۸۰۴با دوستش کریستوف آگوست تیج در آنجا زندگی می‌کرد. جلسات آنها با درون مایهٔ مذهبی ـ عاطفی همراه با آوازهای همخوانی یوهان گوتلیب نائومان بود. آثار او عمدتاً شامل اشعار، مجلات و خاطرات زهدباوری -احساس گرایی بود.
الیسا فون در رکه از سیزده دختر رضاعی مراقبت می‌کرد. او در درسدن درگذشت و در گورستان داخلی نوستات در درسدن به خاک سپرده شد.

## آثار
- اخبار اقامت کالیوسترو بدنام در میتائو در سال ۱۷۷۹و عملیات جادویی او, ۱۷۸۷
- یوهان لورنز بلسیگ (ویرایشگر): زندگی کنت یوهان فردریش فون مدم همراه با مکاتبات او عمدتاً با خواهرش، بانوی اتاق نشین رکه، ,۱۷۹۲(Digitalisat)
- خانواده=صحنه‌ها یا تحولات در ماسکوئنباله,حدود ۱۷۹۴، منتشر شده در ۱۸۲۶(Digitalisat)
- دربارهٔ نائومان، مرد خوب و هنرمند بزرگ، مقاله در عطارد جدید آلمان، ۱۸۰۳

### انتشار پس از مرگش
- ترانه‌های معنوی، دعاها و مراقبه‌های مذهبی، توبنر، لایپزیگ ۱۸۴۱
- الیزا فون در رک. جلد ۱. یادداشت‌ها و نامه‌هایی از دوران جوانی او، چاپ. توسط پل راشل، ویرایش دوم ۱۹۰۲
- الیزا فون در رکه. جلد ۲. خاطرات و نامه‌هایی از سالهای سرگردان او، ویرایش. توسط پل راشل، ۱۹۰۲
- داستان‌های قلبی یک زن اشراف بالتیک. خاطرات و نامه‌ها، لوتز، اشتوتگارت ۱۹۲۱
- خاطرات و شهادت‌ها، ویرایش. v کریستین ترگر، کوهلر و آملانگ، لایپزیگ / بک، مونیخ ۱۹۸۴

## نگارخانه

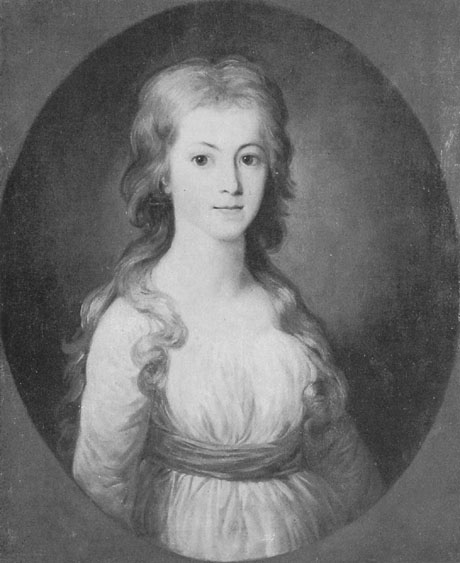
توسط یوهان تیشبین، ۱۷۷۵
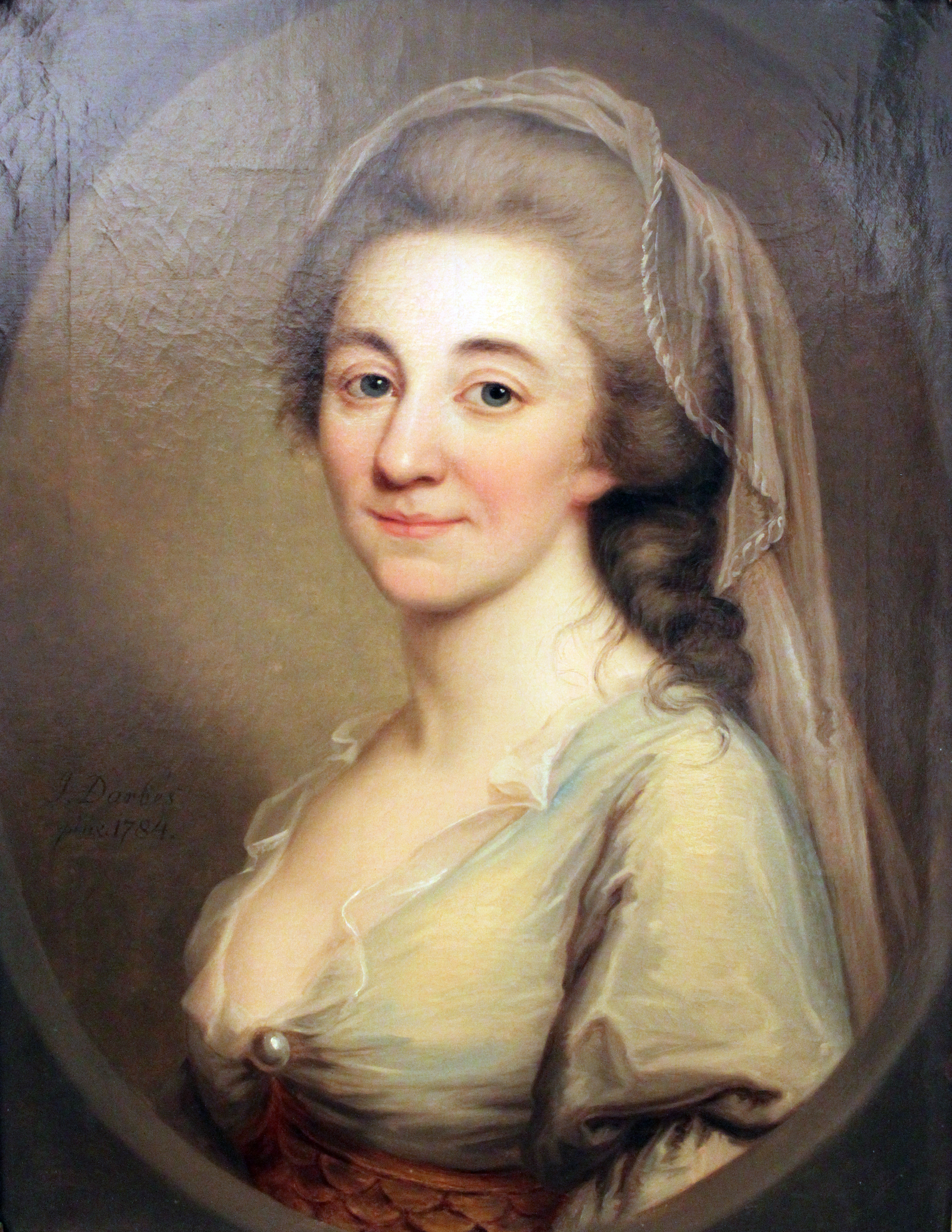
توسط یوزف فردریش آگوست داربس [pl] , 1784
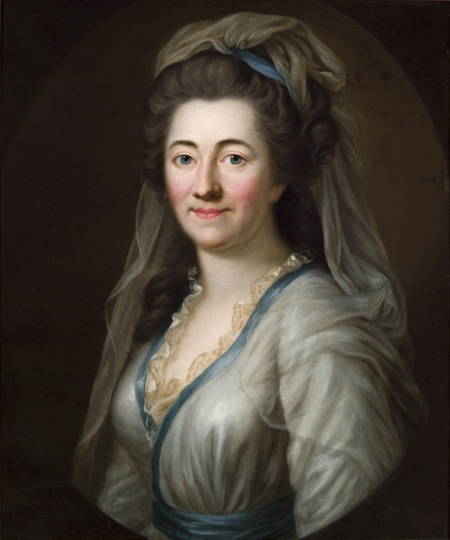
توسط ارنست گوتلوب ، ۱۷۸۵
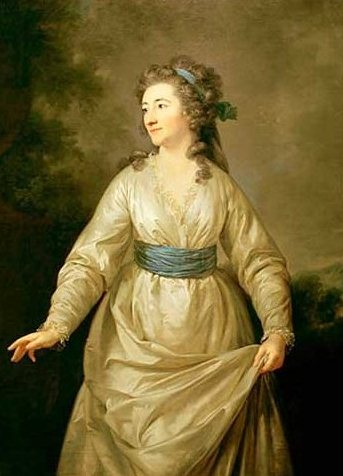
توسط آنتون گراف،  ۱۷۹۰
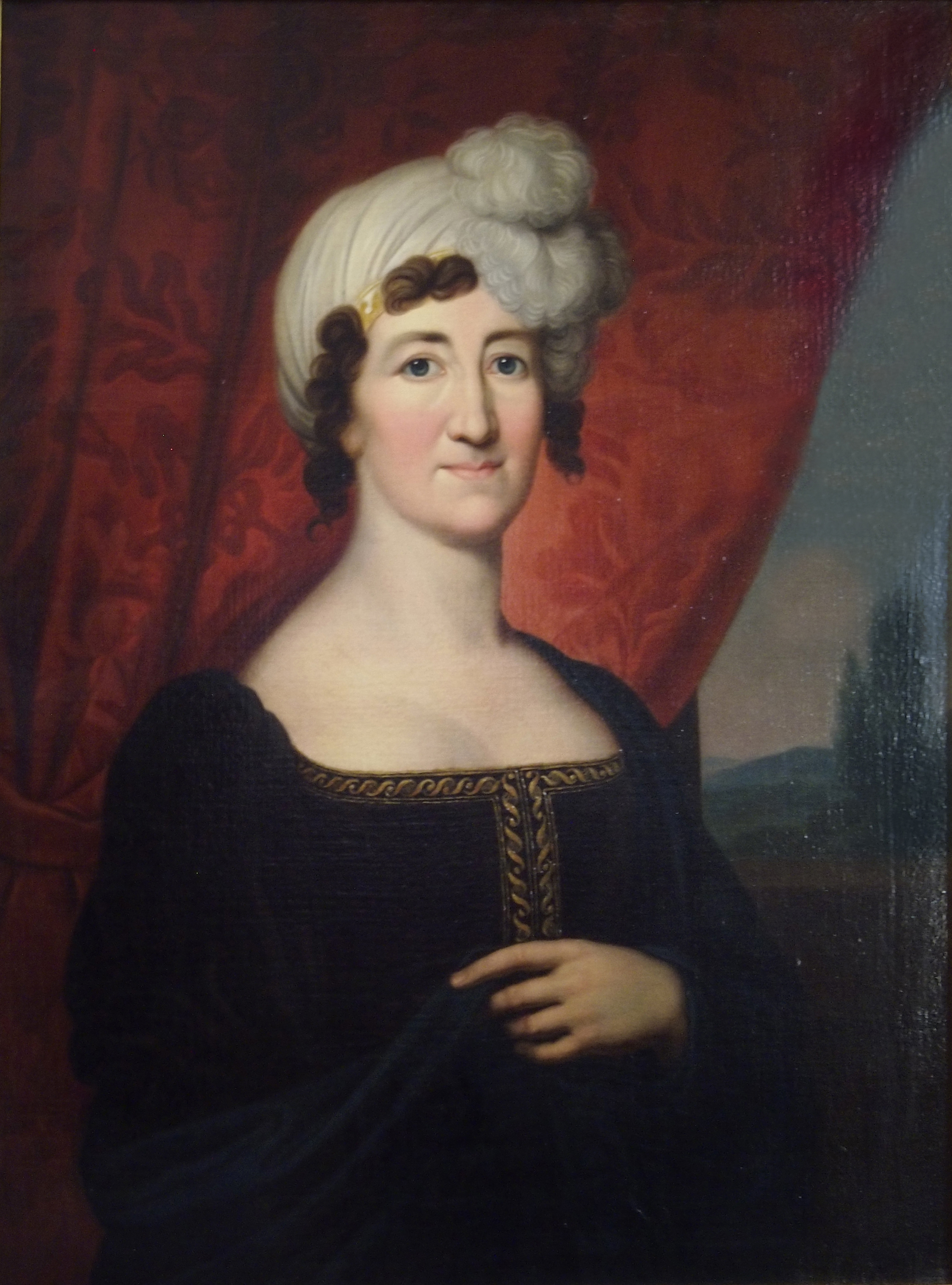
توسط گرهارد فون کوگلگن،  ۱۸۱۲

## یادداشت
1. ↑  الگو:German title von